# Basílica de San Pancracio
La antigua basílica de San Pancracio es una de las basílicas menores de Roma. Se encuentra en el Janículo, en el barrio Monte Verde cerca del parque de Villa Doria Pamphilj. Tiene asociado un título cardenalicio y ha sido confiada desde el siglo XVII a la Orden de los Carmelitas Descalzos.

## Historia
La basílica fue construida a instancias del papa Simaco (498-514) en el lugar donde fue sepultado el joven mártir San Pancracio, martirizado en Roma a la edad de 14 años aproximadamente (12 de mayo de 304) durante el reinado del emperador Diocleciano, que promovió la última y más severa persecución contra los cristianos, en la que perdieron la vida unos 15000 cristianos. La rápida difusión de la fama de San Pancracio hizo que, ya a mediados del siglo VI, la cercana Puerta Aurelia de las Murallas aurelianas cambiara su nombre por el de Puerta de San Pancracio. Para asegurar la regularidad de los servicios religiosos de la basílica, el papa Gregorio I quiso que se construyera junto a ella un monasterio dedicado a San Víctor, confiado a monjes benedictinos. En la primera mitad del siglo VII, durante el pontificado de Honorio I, la basílica fue completamente reconstruida, de modo que la tumba de San Pancracio se encontrara exactamente bajo el altar mayor.
Los frescos de la galería se atribuyen al pintor Antonio Tempesta.
En la basílica hay dos entradas a las catacumbas: la primera es la de la Matrona Ottavilla, que se ocupó del entierro del joven San Pancracio, no accesible al público, sino sólo a los estudiosos de la arqueología cristiana; la segunda es la de San Pancracio, accesible al público. Estas catacumbas, comparadas con otras más famosas, son estrechas y dan una idea de las dificultades de la vida de los cristianos, que vinieron aquí a rendir homenaje a los muertos y en las capillas subterráneas a decir misa el día del aniversario de la muerte de sus seres queridos o de algún mártir.
Desde el punto de vista cultural, la basílica ha acogido durante varios años un hermoso coro de música operística dirigido por un maestro conservador y ha preparado las principales piezas de Carmina Burana y las óperas más famosas del Resurgimiento italiano.
La basílica fue convertida en parroquia el 12 de abril de 1931 con la bula Pastorale munus del papa Pío XI. Fue visitada por Juan Pablo II el domingo 22 de abril de 1979.